# Cheteoscelis pectinaria
Cheteoscelis pectinaria är en fjärilsart som beskrevs av Grossbeck 1910. Cheteoscelis pectinaria ingår i släktet Cheteoscelis och familjen mätare. Inga underarter finns listade i Catalogue of Life.